# Egon Bahr
Egon Karl-Heinz Bahr, född 18 mars 1922 i Treffurt i Thüringen, död 20 augusti 2015 i Berlin, var en tysk politiker (SPD) och journalist.
Egon Bahr tillhörde under 1960- och 1970-talet den innersta kretsen kring Willy Brandt. Bahr var bland annat Västtysklands representant vid förhandlingarna med DDR vilket skapade olika tysk-tyska överenskommelser, bland annat var Bahr västtysk representant vid undertecknandet av Grundfördraget 1972. Bahr var den som tillsammans med Brandt utformade SPD:s Ostpolitik. Bahr var mycket engagerad i den tyska utrikespolitiken.

## Biografi
Egon Bahr ville studera musik 1940 men nekades en plats då han hade en judisk mormor. Istället studerade Bahr till Industriekaufmann. 1944-1945 arbetade han på Rheinmetall-Borsig innan han började verka som journalist i Berlin på bl.a. Berliner Zeitung. 1948-1950 följde arbete som korrespondent för Tagesspiegel i Hamburg och Bonn. 1956 blev Bahr medlem i SPD och 1960 anställde Willy Brandt, då Berlins regerande borgmästare, Bahr på informationsavdelningen. Willy Brandt och Bahr blev duon som skapade Ostpolitik där Västtyskland närmade sig Östblocket med DDR från 1969 och framåt. Bahr var den som 1963 lanserade kärnan i Ostpolitik: Wandel durch Annäherung. Bahr följde med Brandt när denne gjorde karriär på riksplanet från 1966. Bahr arbetade på västtyska utrikesdepartementet (Auswärtiges Amt). 

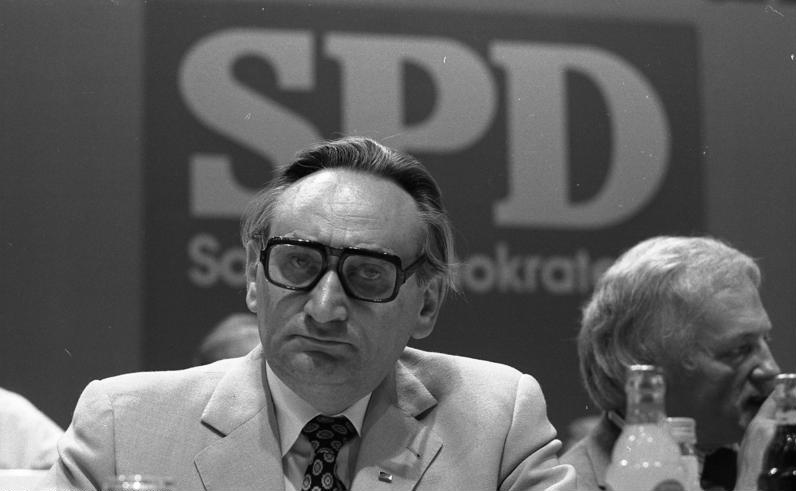
Egon Bahr på SPD:s partikongress.

1969 blev SPD nytt regeringsparti efter den stora koalitionen och Bahr kom tillsammans med Brandt att förverkliga Ostpolitik. 1970 inleddes förhandlingar med Sovjetunionen och DDR med Bahr som västtysk representant. Framgångar kom i och med Moskvafördraget 1970, Warszawafördraget 1970, Transitavtalet med DDR 1971, Grundfördraget mellan Västtyskland och DDR 1972 och Pragfördraget 1973. Från en utgångspunkt där Västtyskland och DDR stod långt ifrån varandra vid det första mötet 1970 tog det bara två år innan Bahr och DDR:s Michael Kohl skriver under Grundfördraget. 
1973 tilldelades han Bundesverdienstkreuz för sin och Brandts Ostpolitik som ledde till avspänning mellan väst och öst och ett närmande gentemot DDR. 1972-1974 var Bahr Bundesminister für besondere Aufgaben, det vill säga regeringsmedlem med särskilda uppgifter och utan en specifik uppgift. Bahr verkade som en av Willy Brandts närmaste män och hans närmaste män i frågor rörande östpolitiken. När Willy Brandt avgick 1974 såg det ut som Bahr också skulle lämna regeringen men Helmut Schmidt utnämnde honom till minister. Efter förbundsdagsvalet 1976 lämnade Bahr regeringen.
Egon Bahr var hedersmedborgare i Berlin.